# تیگران تاهتا
تیگران تاهتا (ارمنی: Դիքրան (Տիգրան) Թահթա؛ زاده ۷ اوت ۱۹۲۸ – درگذشته ۲ دسامبر ۲۰۰۶) آموزگار، ریاضی‌دان، استاد دانشگاه و مؤلف اهل بریتانیا-ارمنستان بود. وی همچنین معلم ریاضیات استیون هاوکینگ بود.

## زندگی‌نامه
در ۷ اوت ۱۹۲۸ در منچستر در یک خانواده ارمنی تاجر پنبه  به دنیا آمد. در سال ۱۹۲۷، پس از جنگ جهانی اول و نسل‌کشی ارمنی‌ها، پدرش گئورگ تاهتابرونیان (Kevork Tahtabrounian) به همراه همسرش در منچستر سکونت گزید. وی توسط اسقف توریان در کلیسای ارمنی منچستر غسل تعمید داده شد. از سال ۱۹۵۰ تا ۱۹۵۲ وی در نیروی هوایی سلطنتی بریتانیا خدمت نمود. در سال ۱۹۵۵ برای تدریس در مدرسه سنت آلبنز به هرتفوردشر نقل مکان نمود جایی که استیون هاوکینگ جوان در آنجا یک دانش آموز بود. پس از بازنشستگی وی برای تدریس به ایالات متحده آمریکا و آفریقای جنوبی نقل مکان نمود و معلم دانشگاه آزاد انگلستان شد. در ۲ دسامبر ۲۰۰۶ در سن ۷۸ سالگی درگذشت.

## تالیفات
- A Boolean anthology: Selected writings of Mary Boole—on mathematical education, 1972 (Compiled by D.G. Tahta).
- Tahta, D. and Brookes, W. (1966) "The Genesis of Mathematical Activity", in W. Brookes (Ed.) The Development of Mathematical Activity in Children: the place of the problem in this development
- Images of Infinity, with Ray Hemmings
- Ararat Associations, Black Apollo Press, شابک ‎۱−۹۰۰۳۵۵−۵۰−۷
- The Fifteen Schoolgirls, Black Apollo Press, شابک ‎۱−۹۰۰۳۵۵−۴۸−۵